# Джабагли
Джабагли́ (каз. Жабағылы) — село у складі Тюлькубаського району Туркестанської області Казахстану. Входить до складу Джабаглинського сільського округу.
До 2005 року село називалось Новоніколаєвка.
Населення — 2058 осіб (2021; 1985 у 2009, 1935 у 1999, 1822 у 1989).